# 1172

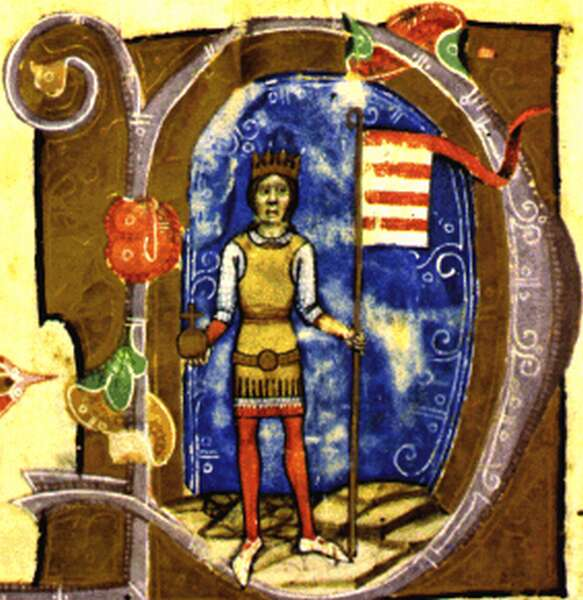
Béla III van Hongarije

Het jaar 1172 is het 72e jaar in de 12e eeuw volgens de christelijke jaartelling.

## Gebeurtenissen
- De Venetiaanse vloot die onder doge Vitale II Michiel en Enrico Dandolo tegen Byzantium is opgetrokken wordt bij Chios getroffen door de pest.
  - De gezanten naar Constantinopel keren onverrichter zake terug. Keizer Manuel I Komnenos was niet bereid tot onderhandelen, en slechts belust op tijdwinst om de verdediging te versterken.
  - mei - Bij terugkeer in Venetië wordt de doge door de woedende burgerij vermoord
- 2 februari - De Ierse bisschoppen accepteren op de Synode van Cashel de pauselijke bul Laudabiliter. Dit maakt een einde aan het Keltische christendom en brengt de Ierse kerk geheel onder Rome.
- Keizer Manuel I Komnenos trekt ten strijde tegen Servië, en neemt grootžupan Stefan Nemanja gevangen. Stefan komt weer vrij, maar moet de Byzantijnse opperheerschappij erkennen.
- Bohemund III van Alexandrië valt Armenië binnen. Hij valt Harim aan, maar weet het niet in te nemen.
- 27 augustus het huwelijk tussen Hendrik de Jonge, kroonprins van Engeland, en Margaretha, dochter van Lodewijk VII van Frankrijk, wordt voltrokken.
- Béla III van Hongarije trouwt met Agnes van Châtillon.
- Begin van de bouw van de dom van Schwerin.
- Voor het eerst vermeld: Linschoten, Membach, Stans

## Opvolging
- Aquitanië - Hendrik II van Engeland opgevolgd door zijn zoon Richard Leeuwenhart
- Bohemen - Wladislaus II opgevolgd door zijn zoon Frederik
- Hongarije - Stefanus III opgevolgd door zijn broer Béla III
- Kleef - Diederik IV opgevolgd door zijn zoon Diederik V
- Orde van Sint Jan van Jeruzalem (grootmeester) - Gaston de Murols opgevolgd door Gilbert van Syrië
- Thüringen - Lodewijk II opgevolgd door zijn zoon Lodewijk III
- Venetië (doge) - Vitale II Michiel opgevolgd door Sebastian Ziani

## Geboren
- Koenraad II, hertog van Zwaben (1191-1196)
- Bohemund IV, prins van Antiochië (1201-1216, 1219-1233) (jaartal bij benadering)
- Isabella, koningin van Jeruzalem (1192-1205) (jaartal bij benadering)
- Llywellyn ap Iorwerth, prins van Gwynedd (1195-1240) (jaartal bij benadering)
- Sjota Roestaveli, Georgisch dichter (jaartal bij benadering)

## Overleden
- 4 maart - Stefanus III, koning van Hongarije (1162, 1163-1172)
- 27 april - Diederik IV, graaf van Kleef
- 8 augustus - Hendrik van Blois (~74), bisschop van Winchester
- 14 oktober - Lodewijk II (~44), landgraaf van Thüringen (1140-1172)
- Dulcia II (~10), gravin van Provence
- Gaston de Murols, grootmeester van de Orde van Sint Jan van Jeruzalem
- Margaretha van Limburg, echtgenote van godfried III van Leuven
- Vitale II Michiel, doge van Venetië